# Morfydd Clark
Morfydd Clark (Estocolmo, 17 de marzo de 1989) es una actriz de cine, televisión y teatro británica de origen sueco.

## Carrera
Clark se crio en Cardiff, Gales, pero abandonó la escuela cuando tenía 16 años a causa de las dificultades lectoescritoras derivadas de la dislexia. Fue aceptada en el Teatro Nacional de la Juventud de Gales, antes de entrenarse en The Drama Center, en Londres. Abandonó este centro en su último trimestre para desempeñar el papel principal en la obra de Saunders Lewis Blodeuwedd en el Theatre Genedlaethol Cymru. Ha aparecido en Violence and Son en el Royal Court, como Julieta en Romeo y Julieta en el Teatro Crucible (en Sheffield), y en Las amistades peligrosas en el Donmar Warehouse.
En 2016, apareció en las películas The Call Up y Love & Friendship, de Whit Stillman. Actuó además como Cordelia en El rey Lear en The Old Vic, y protagoniza la película Interlude In Prague.
En 2019 protagonizó la película de terror psicológico Saint Maud, por la que recibió premios y elogios por su interpretación de Maud, joven enfermera que, tras un oscuro trauma, se vuelve devota de la fe cristiana.
Desde 2022 participa en la serie El Señor de los Anillos: los Anillos de Poder de Amazon Studios en el papel de la elfa Galadriel.

## Filmografía

### Cine
| Año  | Título                                    | Papel            | Notas        |
| ---- | ----------------------------------------- | ---------------- | ------------ |
| 2014 | Two Missing                               | Eva              | Cortometraje |
| 2014 | Madame Bovary                             | Camille          |              |
| 2014 | The Falling                               | Pamela Charron   |              |
| 2016 | Orgullo y prejuicio y zombis              | Georgiana Darcy  |              |
| 2016 | Love & Friendship                         | Frederica Vernon |              |
| 2016 | The Call Up                               | Shelly           |              |
| 2016 | The Prevailing Winds                      | Anna             | Cortometraje |
| 2017 | Interlude in Prague                       | Zuzanna Lubtak   |              |
| 2017 | The Man Who Invented Christmas            | Kate Dickens     |              |
| 2019 | Crawl                                     | Beth Keller      |              |
| 2019 | The Personal History of David Copperfield | Dora Spenlow     |              |
| 2019 | Eternal Beauty                            | Jane (joven)     |              |
| 2019 | Saint Maud                                | Maud             |              |

### Televisión
| Año  | Título                                          | Papel           | Notas                                                                             |
| ---- | ----------------------------------------------- | --------------- | --------------------------------------------------------------------------------- |
| 2014 | New Worlds                                      | Amelia          | Miniserie de TV                                                                   |
| 2014 | A Poet in New York                              | Nancy Wickwire  | Telefilme                                                                         |
| 2015 | Arthur & George                                 | Mary            | Episodio: "1.1"                                                                   |
| 2016 | National Theatre Live: Les Liaisons Dangereuses | Cécile Volanges |                                                                                   |
| 2018 | The Alienist                                    | Caroline Bell   | Episodio: "Silver Smile"                                                          |
| 2018 | The City and the City                           | Yolanda Stark   | Episodios: "Breach", "Orciny"                                                     |
| 2018 | Patrick Melrose                                 | Debbie Hickman  | Episodios: "Bad News", "Some Hope"                                                |
| 2018 | Outsiders                                       | Mari            | Telefilme                                                                         |
| 2019 | La materia oscura                               | Hermana Clara   | Serie de TV, HBO. 4 episodios                                                     |
| 2020 | Drácula                                         | Mina            | Miniserie de TV, Netflix. Episodios: "The Rules of the Beast", "The Dark Compass" |
| 2022 | El Señor de los Anillos: los Anillos de Poder   | Galadriel       | Serie de TV, Amazon Prime Video                                                   |